# 児玉良香
児玉 良香（こだま よしか、1975年2月26日 - ）は、フリーアナウンサー、ナレーター、声優。

## 来歴・人物
東京都品川区生まれ、奈良県育ち。桐朋女子高等学校普通科から筑波大学へ進学し、卒業後の1997年にKSB瀬戸内海放送へ入社した。
KSBでは、にこまるTVの他に、ニュースや天気予報を担当した。99年にKSBを退職した後、JNNニュースバード(現：TBSニュースバード)のキャスターになる。2003年からはNHK-BS1の「BSニュースきょうの世界」（2004年11月1日から、2005年9月30日まで「きょうの世界」に改題）に出演していた。
かつてニュースバードに出演していた頃は、クリエイティブ・メディア・エージェンシーに所属していたが、その後いったん独立して個人事務所『有限会社児玉事務所』を設立し活動した後、2006年に東京俳優生活協同組合（俳協）に移籍。

## 過去の担当番組
- BSニュースきょうの世界（2004年11月1日から「きょうの世界」）
- JNNニュースバード(現：TBSニュースバード)
- にこまるTV(KSB)